# Dolenje Dole
Dolenje Dole este o localitate din comuna Škocjan, Slovenia, cu o populație de 98 de locuitori.